# Фелікс Шульце
Фе́лікс Шу́льце (нім. Felix Schulze, нар. 21 жовтня 1980, Гамбург, Німеччина) — німецький керлінгіст, учасник зимових Олімпійських ігор (2014). Ведуча рука — права.

## Життєпис
Фелікс Шульце народився в Гамбурзі. У 2005 році закінчив Гамбурзький університет. Займався керлінгом у Гамбурзькому керлінговому клубі. В 2008 році брав участь у Чемпіонаті світу серед чоловіків у складі команди з Фюссена, а два роки потому приєднався до команди Джона Яра, у складі якої брав участь у двох эвропейських першостях (2011, 2013) та Чемпіонаті світу (2012), втім значних успіхів на цих турнірах німецька команда не досягла (окрім перемоги у підгрупи B в 2013 році). Зважаючи на невдалі виступи Німеччини на останніх світових першостях, країна автоматично не отримала ліцензію на зимову Олімпіаду, тож команда змушена була проходити олімпійський кваліфікаційний турнір, де здобула дивовижну і неочікувану перемогу.
У лютому 2014 року Шульце у складі збірної Німеччини взяв участь у зимових Олімпійських іграх в Сочі, що стали для нього першими у кар'єрі. В команді Джона Яра він виконував роль віце-скіпа. З 9 проведених на Іграх матчів німцям вдалося перемогти лише в одній, внаслідок чого вони посіли останнє десяте місце і до раунду плей-оф не потрапили.

## Виступи на Олімпійських іграх
| Змагання                     | Місто | Місце | % кидків |
| ---------------------------- | ----- | ----- | -------- |
| Зимові Олімпійські ігри 2014 | Сочі  | 10    | 75%      |